# Mine d'Amiantos
La mine d'Amiantos est une mine à ciel ouvert d'amiante située en Amíandos, Chypre. En 2004, De Beers vend la mine à Petra Diamonds. Le minéral extrait est principalement composé de chrysotile.  
Les opérations de la mine commencent en 1904. Près de 6 000 personnes y étaient employées dans les années 1930. En 1988, la mine est abandonnée après des difficultés financières. Depuis 1995, le site fait l'objet de mesures de déforestation et de réhabilitation. 
C'est la plus grande mine d'amiante en Europe. 